# BLUE STARDUST
「BLUE STARDUST」（ブルー・スターダスト）は、スターダストレビュー8枚目のベスト・アルバム。2009年5月27日に発売された。

## 解説
キャッチコピーは「泣ける、スタレビ」。通称「青盤」。
ミディアム・バラード曲から選曲されたベスト・アルバム。

## 収録曲
1. 夢伝説
2. 木蘭の涙 〜acoustic〜
3. 今夜だけきっと
4. 愛してるの続き
5. Stay My Blue - 君が恋しくて -
6. 君のキャトル・ヴァン・ディス
7. もう一度ハーバーライト
8. Joanna
9. もう一度抱きしめて
10. 愛の歌
11. 会えないよ
12. Be My Lady
13. 追憶
14. ふたり
15. Single Night
16. トワイライト・アヴェニュー（アルバム『ALWAYS』ヴァージョン）